# Deportivo Zitácuaro
El Club Deportivo de Futbol Zitácuaro es un equipo de fútbol mexicano que compite en la Serie A de la Segunda División de México. También ha jugado en la Primera División 'A', Segunda División y Liga de Nuevos Talentos de la Segunda División de México, así como en la Tercera División de México. Tiene como sede la ciudad de Zitácuaro, Michoacán, México. 

## Historia
El Club nace con el nombre de Monarcas de Zitácuaro en 1995, siendo un error del dueño no registrar el nombre y después tener ser utilizado por otro equipo. Participó en Tercera División mexicana y lograría el ascenso en 1996. Para el Invierno de 1997 el equipo logra el título de la Segunda División mexicana. Después de esto desaparecería.
Renace con el nombre de Potros Zitácuaro. Potros se proclama campeón del Verano 2001 en la Segunda división mexicana al derrotar 3-2 (marcador global) al Cihuatlán.
En 2001, Potros Zitácuaro gana la Promoción para ascender a Primera división 'A' mexicana al vencer en serie de penales 8-7 (2-2 marcador global), a Halcones de Querétaro , último lugar de la tabla de porcentajes de la Primera A.
El equipo de Potros Zitácuaro contó entre su plantilla con jugadores como el portero de la Selección Nacional Argentina Federico Vilar y el delantero colombiano Luis Gabriel Rey así como el destacado jugador mexicano José Joel "El Chícharo" González, que después fue figura con los Potros de Hierro del Atlante.
En apertura 2002, el equipo se convierte en Potros D. F.
En mayo de 2013, tras varias temporadas en la Tercera División mexicana, logra el ascenso a la Segunda División Liga de Nuevos Talentos, tras derrotar en serie de penales al equipo de Corsarios de Campeche.
En 2015, tras los malos resultados del equipo en la Segunda División de México, el Deportivo Zitácuaro descansa para así poder replantearse y poder volver a las bases y sacar jugadoras oriundos de la región.
El club vuelve para la temporada 2017-2018 de la Segunda División de México, también llamada Liga Premier, en el grupo 2 de la Serie B, bajo el Nombre de Atlético Zitácuaro (oficialmente deportivo Zitácuaro) y a cargo del ayuntamiento, situación que sólo dura seis meses, para después regresar a sus originales dueños, que prestan la franquicia, de manera que vuelve así la tradición y el fútbol a la ciudad.
El 29 de julio del 2017, previo al arranque del Torneo Apertura 2017 de la Segunda División Profesional, en el Estadio Ignacio López Rayón de Zitácuaro Michoacán y ante la presencia de 5 mil aficionados y del Gobernador del Estado de Michoacán, el Ingeniero Silvano Aureoles Conejo, y ante la presencia del Presidente Municipal de Zitácuaro, el Ingeniero Carlos Herrera Tello, el Atlético Zitácuaro se enfrentó a la Selección Mexicana de Fútbol Sub-20 en un buen partido de fútbol que finalizó 0-0 (no sin dejar de observar que era un equipo completamente plagado de jugadores foráneos, por lo cual el ayuntamiento a los seis meses deja el equipo y lo regresa a sus dueños y se rehace).
El 12 de agosto de 2017, el Atlético Zitácuaro inicia el Torneo Apertura 2017 de la Serie B de México en casa ante el Tecamachalco volviendo así las tradicionales tardes de fútbol en la ciudad. Para el Torneo Clausura 2018 el equipo queda eliminado. Para la temporada 2018-19, el Atlético Zitácuaro desapareció. 
En marzo de 2019, se informó que el equipo regresó al fútbol profesional de México bajo el nombre de Deportivo Zitácuaro.
El sábado 17 de agosto de 2019, el Deportivo Zitácuaro inició la temporada 2019-20 de la Serie B de México, en su casa, el Estadio Ignacio López Rayón con un triunfo 1-0 sobre los Brujos de San Francisco del Rincón, volviendo las tardes de fútbol profesional al municipio. El 14 de septiembre de 2019 el equipo alcanzó el liderato general de la competencia luego de derrotar al Club Deportivo Cuautla.
Para la Temporada 2020-2021 y derivado a la pandemia de COVID-19 se tenía la incertidumbre de no poder participar en el Torneo de la Serie A de la Segunda División (Tercera División en importancia a Nivel Nacional) En el mes de agosto de 2020 después de varios días de incertidumbre entre su afición, se confirmó la participación del equipo mediante las redes oficiales del club, quedando ubicados en el Grupo 2 teniendo como rivales a Irapuato, Cruz Azul Hidalgo, Reboceros de La Piedad, Pioneros de Cancún, Cafetaleros de Chiapas entre otros.
El 19 de septiembre de 2020 el Deportivo Zitácuaro inicia el Torneo de Segunda División en la Serie A con triunfo en casa con marcador de 3-0 ante Aguacateros de Uruapan.
El 29 de julio de 2021 se da a conocer la pausa temporal del club durante un año debido a los problemas económicos sufridos como consecuencia de los gastos que debería afrontar el equipo para el cuidado y prevención del COVID-19.
El 28 de julio de 2022 se da a conocer en las redes sociales oficiales del club el regreso del Deportivo Zitácuaro a la Liga Premier (Segunda División Profesional) de la misma manera se dio a conocer que se tendrá equipo en la liga TDP (Tercera División Profesional) siendo la primera ocasión que se tendrá dos equipos profesionales representando a Zitácuaro (haciendo historia y generando 65 debuts de jugadores totalmente locales)
El 28 de agosto de 2022 el Deportivo Zitácuaro regresa en el Torneo Apertura 2022 de Segunda División  en casa con triunfo 1-0 ante Cañoneros Marina.
Para la temporada 2023- 2024 de la Segunda División Profesional Serie B finaliza su participación en el lugar número 12 de la tabla general, perdiendo su último partido de la temporada regular el 19 de abril de 2024 con marcador 2-0 frente a Deportivo Dongu.
El día 4 de septiembre de 2024 se presentaron los  equipos en el teatro  Juárez de la ciudad de Zitácuaro Michoacán que participarán en Segunda División serie A, así como al equipo de TDP.
El día 7 de septiembre de 2024 inicia el torneo Apertura 2024 para el Deportivo Zitácuaro en casa en un empate 0-0 ante Avispones de Chilpancingo.
El día 30 de noviembre de 2024 finaliza su participación en el Torneo Apertura 2024 de Segunda División Serie A, perdiendo 2-4  ante Reboceros de La Piedad en el estadio Ignacio López Rayón, quedando en el lugar 25 de la tabla general de 36 equipos participantes con 17 puntos.
El día 18 de diciembre de 2024 se presenta al profesor José Guadalupe Cruz quien fue campeón de la liga mx con los potros  de hierro del Atlante en 2007, con el cargo de director deportivo del Zitácuaro. 
El 11 de enero de 2025 inicia el torneo clausura 2025 para el Deportivo Zitácuaro de la liga premier serie A de Segunda División, perdiendo 3-0 ante Avispones de Chilpancingo. 
El 18 de enero de 2025 tiene su primer partido del torneo clausura 2025  en casa, el Estado Ignacio López Rayón con empate 0-0 ante el Racing de Veracruz. 

## Estadio
El Estadio Ignacio López Rayón es un estadio de fútbol ubicado en las afueras de la ciudad de Zitácuaro en el estado de Michoacán. Se halla en la Carretera Federal Número 15 Zitácuaro-Toluca kilómetro 87.
Cuenta con una capacidad de 10 000 espectadores y es la sede del Deportivo Zitácuaro en las diversas categorías en las que ha participado.

## Curiosidades
El equipo contó con los servicios del portero seleccionado nacional argentino Federico Vilar y como delantero el colombiano Luis Gabriel Rey, así como con varios jugadores que han militado en el Deportivo Zitácuaro, los cuales han llegado a la máxima categoría del balompié nacional (LIGA MX), entre ellos Carlos Esquivel (Deportivo Toluca) y Rodolfo "El Pípila" Vilchis (Monarcas Morelia), además de Mario Alberto Trejo Guzmán en la dirección técnica, quien alguna vez defendió los colores del Club América y figuró en el club siendo considerado como uno de los mejores extremos de la institución.

## Temporadas
Franquicia Atlético Lagunero
| Temporada     | División          | Posición              |
| ------------- | ----------------- | --------------------- |
| Apertura 2017 | 4.Segunda Serie B | 9.º Grupo II          |
| Clausura 2018 | 4.Segunda Serie B | 6.º Grupo II          |
| 2019/2020¹    | 4.Segunda Serie B | 10.º Grupo II         |
| 2020/2021     | 3.Segunda Serie A | 9.º Grupo II          |
| Apertura 2022 | 4.Segunda Serie B | 6.º (Reclasificación) |
| Clausura 2023 | 4.Segunda Serie B | 8.º                   |
| 2023/2024     | 4.Segunda Serie B | 12.º                  |
| Apertura 2024 | 3.Segunda Serie A | 9.º Grupo III         |
| Clausura 2025 | 3.Segunda Serie A | 10.º Grupo III        |

1: Torneo suspendido por pandemia de COVID-19, sin embargo la liga consideró los registros como oficiales y quedaron guardados en las estadísticas.

## Palmarés
| Competición nacional   | Títulos                    | Subcampeonatos                |
| ---------------------- | -------------------------- | ----------------------------- |
| Segunda Serie A (2/2)  | Invierno 1997, Verano 2001 | Invierno 1998 , Invierno 2000 |
| Ascenso Serie A (0/2)  |                            | 1997/1998 , 2000/2001         |
| Segunda Serie B (0/1)  |                            |                               |
| Tercera División (1/0) | 1995-1996                  |                               |